# 西艾意汽车零部件公司
西艾意汽车零部件公司（西班牙語：CIE Automotive S.A.）是总部位于西班牙的跨国汽车零部件公司，同时也是西班牙最大的汽车零部件公司之一。它在馬德里證券交易所和毕尔巴鄂证券交易所上市。

## 概况
公司由汽车部门、生物燃料部门（西班牙、意大利、巴西和危地马拉）和方案服务部门（西班牙、墨西哥、巴西、阿根廷和智利）3大部分组成。
根据汽车媒体《美国汽车新闻》以普华永道数据为基础发布的《2018年全球汽车零部件配套供应商百强榜》中，西艾意排名全球第68位。

## 历史
公司诞生于2002年，由两个重要的巴斯克汽车工业集团合并而成。
2005年9月14日在上海成立西艾意汽车零部件(上海)有限公司，地址是上海市嘉定区南翔镇胜辛南路500号第9、10幢。
2016年在俄罗斯陶里亚蒂建设新工厂。